# 문성고등학교
문성고등학교(文成高等學校)는 대한민국 광주광역시 남구 봉선동에 있는 사립 고등학교이다.

## 학교 연혁
- 1982년 9월 30일 : 학교법인 풍산학원 설립 인가, 초대 이사장 설립자 이재욱 선생 취임
- 1982년 12월 17일 : 문성상업고등학교 설립 인가
- 1983년 2월 8일 : 본관 준공
- 1983년 3월 1일 : 초대 나금주 교장 취임
- 1983년 3월 3일 : 제1회 입학식 (5학급)
- 1983년 10월 17일 : 다목적교실 준공
- 1984년 3월 27일 : 문성고등학교로 학칙변경 인가
- 1986년 2월 12일 : 제1회 졸업식
- 2002년 11월 7일 : 성실관(기숙사, 과학실) 준공
- 2006년 2월 24일 : 문성 체육관 준공
- 2008년 7월 7일 : 운동장 탄성 트랙 준공
- 2009년 2월 12일 : 다목적(농구, 배구) 전용구장 준공
- 2010년 1월 23일 : 태권도 훈련장 준공
- 2010년 3월 30일 : 인조잔디 운동장 준공
- 2025년 1월 19일 : 제40회 졸업식(총 15,210명)
- 2025년 3월 1일 : 제11대 여성모 교장 취임
- 2025년 3월 4일 : 제43회 입학식(9학급)

## 참고 자료
- 문성고등학교 - 한국교육학술정보원 학교알리미